# Eryx jayakari
Eryx jayakari — вид змій з родини удавових. Вид ендемічний для Аравійського півострова та Ірану, де він проводить день під піском.

## Етимологія
Видову назву джаякарі, надано на честь Атмарана С. Г. Джаякара (1844—1911), індійського хірурга та натураліста.

## Опис
Це маленька змія, яка росте загальною довжиною (включаючи хвіст) близько 38 см (15 дюйм). Очі дуже маленькі і розташовані на маківці голови, яка має тупу морду і має клиноподібну форму. Колір цієї змії жовтувато-сірий або піщано-коричневий, вкраплений білими плямами і поперечно смуговий темними позначками.

## Географічний діапазон
Вид є рідним для Аравійського півострова. Географічний ареал охоплює Саудівську Аравію, Оман, Ємен, Кувейт та південь Ірану, де невелика кількість екземплярів була знайдена в провінції Хузестан, провінції Бушер та провінції Керман.

## Середовище існування
Eryx jayakari — пустельний вид змій, що живе напів під землею в піску або м'якому ґрунті.

## Поведінка
В основному активний в нічний час і терпимий до широкого діапазону температур. Вдень він заривається глибоко в пісок, але в сутінках рухається до поверхні. Тут він залишається трохи нижче поверхні, лише очі виступають, готові кинутися побічним поштовхом голови на будь-яку маленьку істоту, яка випадково проходить повз. Його здобиччю є короткопалі гекони (Stenodactylus spp.), Гірський геккон Балуч (Bunopus tuberculatus) та ящірки черв'яків .
Самка відкладає невелику кладку яєць, які вилуплюються приблизно за 66 днів при температурі 33 °C (91 °F).

## Заповідний статус
У списку МСОП вид має статус «найменшої загрози зникнення». Це пов'язано з тим, що він має дуже широкий діапазон поширення і особливих загроз не виявлено.